# Robert Kingston Scott

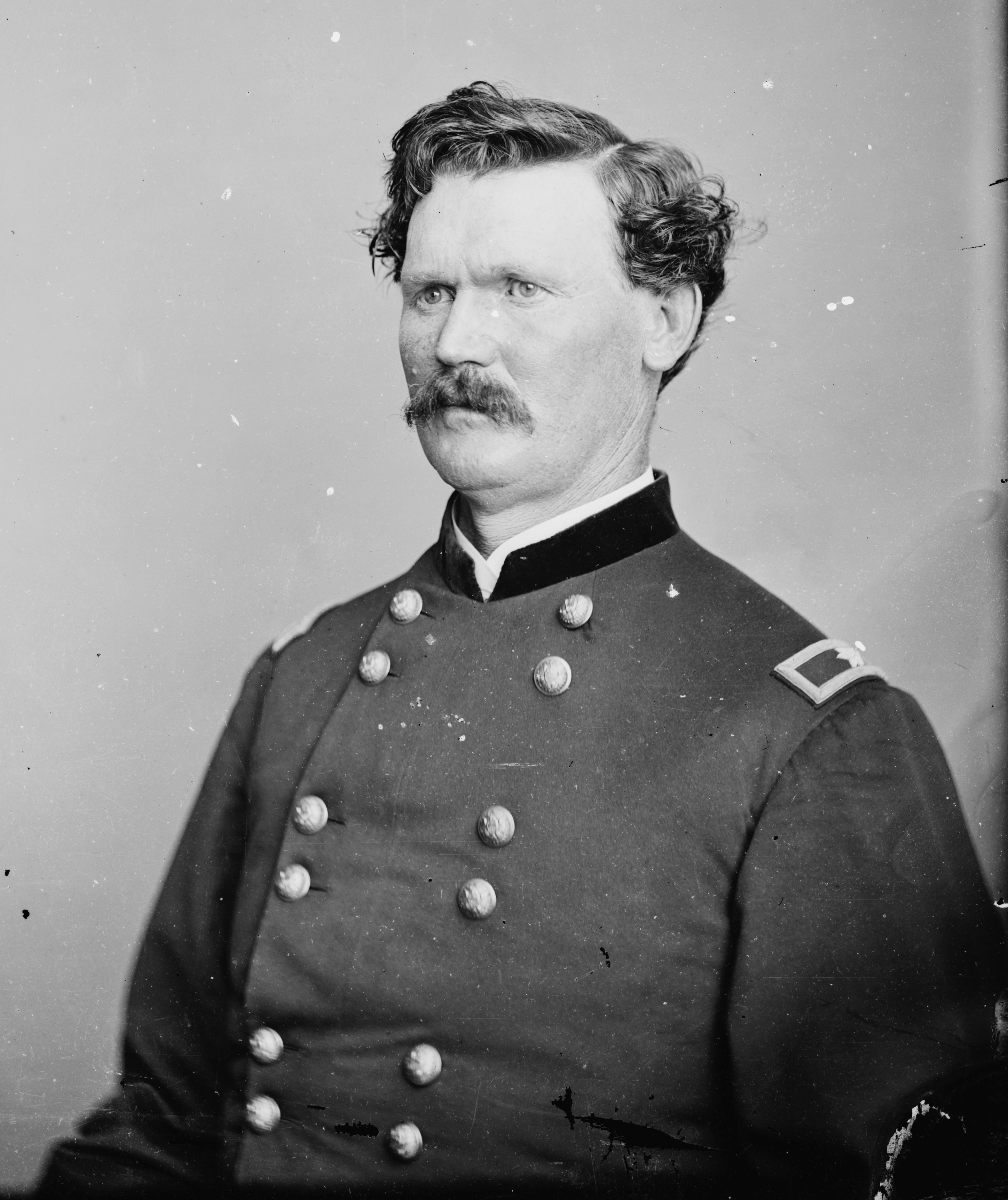
Robert Kingston Scott

Robert Kingston Scott (* 8. Juli 1826 im Armstrong County, Pennsylvania; † 12. August 1900 im Henry County, Ohio) war ein US-amerikanischer Politiker und von 1868 bis 1872 Gouverneur von South Carolina.

## Frühe Jahre
Robert Scott kam schon in seinen jungen Jahren von Pennsylvania nach Ohio. Dort studierte er für kurze Zeit am Central College und am Starling Medical College (heute: The Ohio State University College of Medicine). In den folgenden Jahren bereiste er Kalifornien, wo er sich im Bergbau versuchte, und einige Länder in Latein-Amerika. Dann kehrte er nach Ohio zurück, wo er sich als Arzt niederließ. Allerdings gab er diesen Beruf bald wieder auf um sich als Immobilienhändler zu versuchen. Während des Amerikanisch-Mexikanischen Krieges von 1846 bis 1848 war er Hauptmann (Captain). Während des Bürgerkrieges 1862 wurde Scott Colonel des 68th Infanterie Regiment der Freiwilligen aus Ohio. Als Generalmajor James B. McPherson während des Feldzugs gegen Atlanta 1864 getötet wurde, kämpfte Scott an seiner Seite. Scott wurde gefangen genommen und später ausgetauscht. Das 68. Regiment verlor insgesamt 300 Männer während des Krieges. Scott wurde zum Brigade-General des Freiwilligen-Regiments am 16. Januar 1865 ernannt und erhielt den Rang eines Generalmajors später im gleichen Jahr.

## Politische Karriere in South Carolina
Im Januar 1866 wurde er zur Entlastung von General Rufus Saxton im Freedmen’s Bureau als „assistent commissionar“ nach South Carolina abkommandiert. Als er in Charleston ankam, fand er die Stadt im Chaos vor und das Militär in trostlosem Zustand. Er stellte schnell die Ordnung wieder her und gewann die Achtung der Einwohner von Charleston wegen seiner Führungsqualitäten. Im Jahr 1868 wurde er von der Republikanischen Partei zu deren Spitzenkandidaten für die anstehende Gouverneurswahl nominiert. Die Wahl war die erste unter der neuen Verfassung von 1868 und Scott gewann mit 75 % der Stimmen gegen seinen Demokratischen Gegner W.D. Porter. Am 6. Juli 1868 befahl Generalmajor Edward Richard Sprigg Canby, der Militärgouverneur des Staates, der neu gewählten Legislative ihre Tätigkeit aufzunehmen. Am Tag seines Amtsantritts am 9. Juli 1868 ratifizierte das Landesparlament von South Carolina den 14. Verfassungszusatz der US-Verfassung, der den ehemaligen Sklaven das Bürgerrecht verlieh. Damit war der Weg zur Beendigung der Militärherrschaft frei, wenngleich die Truppen noch bis 1877 im Land verblieben. 
Die neue Verfassung erlaubte eine Wiederwahl des Gouverneurs, welche Scott anstrebte und im Jahr 1870 auch erreichte. In diesem Jahr gewann er die Wahlen mit 62,3 % der Stimmen gegen R.B. Carpenter, der auf 37,7 % kam. Damit war Scott der erste Gouverneur von South Carolina, der zwei zusammenhängende Amtszeiten absolvierte und vier Jahre in Folge im Amt blieb. Seine Aktivitäten als Gouverneur waren und sind bis heute umstritten. Da sich die Staatsverschuldung in seiner Amtszeit verdreifachte, wurde ihm Verschwendung vorgeworfen. Im Herbst des Jahres 1871 wurden der Gouverneur und andere staatliche Amtsinhaber offen wegen betrügerischer Mehr-Ausgabe von Staatsanleihen angeklagt. Gouverneur Scott begründete seine Haltung in einer Mitteilung an das Landesparlament und entging damit einem Amtsenthebungsverfahren. 
Sein Amtsnachfolger beschuldigten ihn ebenfalls der Geldverschwendung und sogar von Wahlbetrug war die Rede. Zu alldem kamen noch Unruhen, die durch den Ku Klux Klan hervorgerufen wurden, der sich den Protesten gegen Scott anschloss und einen solchen Terror entwickelte, dass der Gouverneur das Militär zur Wiederherstellung der Ordnung benötigte. Die politische Stabilität hing in diesen Jahren am seidenen Faden.

## Weiterer Lebenslauf
Nach Ablauf seiner zweiten Amtszeit eröffnete Scott in Columbia einen Immobilienhandel. Aus Angst, doch noch für eventuelle Vergehen während seiner Amtszeit angeklagt zu werden, zog er aber bald wieder nach Ohio. 
Dort geriet er im Jahr 1880 unter Mordverdacht, als er am 25. Dezember 1880 den 23-jährigen Warren G. Drury erschoss, als er auf der Suche nach seinem eigenen Sohn war. Er wurde am 5. November 1881 freigesprochen von einem Geschworenengericht. Die Verteidigung gab zu seiner Entlastung an, dass der Schuss aus der Pistole sich zufällig gelöst hätte.
Robert Scott starb im Jahr 1900. Er war mit Rebecca J. Lowry verheiratet, mit der er zwei Kinder hatte.